# HD 53706
HD 53706，又名CD-43 2907，SAO 218423、HR 2668，是一颗恒星，视星等为6.79，位于銀經254.09，銀緯-16.22，其B1900.0坐标为赤經7h 0m 54.8s，赤緯-43° -16.22′ 20″。